# SC Willingen
Der SC Willingen (offiziell: Ski-Club Willingen e. V.) ist ein Sportverein aus Willingen in hessischen Landkreis Waldeck-Frankenberg, der vor allem in Wintersportarten erfolgreich ist. Die erste Fußballmannschaft spielte zwei Jahre in der höchsten hessischen Amateurliga.

## Geschichte
Der Verein wurde am 8. Januar 1910 als Skiklub Brilon-Willingen gegründet. Der Verein war seinerzeit eine Zweigstelle des Sauerländischen Skiclubs aus Brilon. Der Verein umfasst die Abteilungen Ski alpin, Biathlon, Skilanglauf, Skispringen, Nordische Kombination, Fußball, Radsport, Winter-Triathlon.

### Skisport

#### Biathlon
Bekannteste Biathletin des SC Willingen ist Petra Behle. Sie wurde 1998 Olympiasiegerin in der Staffel. Darüber hinaus wurde sie neunmal Weltmeisterin. Stephanie Müller wurde 2007 Vizeeuropameisterin. Tobias Lindner wurde 1990 Deutscher Meister und 1989 Militärweltmeister. Nadine Horchler wurde im Jahre 2016 Europameisterin und gewann die Gesamtwertung des IBU-Cups. 2017 gewann Horchler den Massenstart der Damen in Antholz. 2012 wurde Carolin Hennecke Deutsche Vizemeisterin im 7,5-Kilometer-Sprint. Die erste Biathlon-Bundestrainerin der Frauen, Renate Schinze, gehört dem SC Willingen an.

#### Skispringen
Seit 1951 nutzt die Skisportabteilung die Mühlenkopfschanze. Anna Häfele wurde im Jahre 2011 Deutsche Meisterin. Jenna Mohr wurde in den Jahren 2004 und 2008 Deutsche Vizemeisterin im Skispringen. Der bekannteste aktive Skispringer ist Stephan Leyhe, der 2018 Deutscher Vizemeister wurde und bei den Nordischen Skiweltmeisterschaften 2019 gar den Weltmeistertitel im Team gewann.

### Fußball
Im Jahre 1949 wurde der FC Upland Willingen-Waldeck gegründet, der aus finanziellen Gründen nach wenigen Jahren aufgelöst wurde. Die heutige Fußballabteilung des SC Willingen wurde im Januar 1965 gegründet. Gleich in der ersten Saison stiegen die Willinger Kicker in die B-Klasse auf und erreichten im Jahre 1973 die Bezirksliga. Sieben Jahre später wurde Wolfgang Paul als Trainer verpflichtet, der 1966 mit Borussia Dortmund den Europapokal der Pokalsieger gewann. Im Jahre 1986 gelang der Aufstieg in die Landesliga Nord. Unterstützt durch das Hotel Sauerlandstern etabliert sich der SCW schnell in dieser Spielklasse. Am letzten Spieltag der Saison 1990/91 sicherte sich die Mannschaft durch ein 1:1 bei TuSpo Ziegenhain den Aufstieg in die Oberliga Hessen.
Dort traf die Mannschaft in der Saison 1991/92 auf namhafte Gegner wie Kickers Offenbach oder den KSV Hessen Kassel. Nachdem die Mannschaft in der Hinrunde sieglos geblieben war, erreichte die Mannschaft in der Rückrunde noch sieben Erfolge, was jedoch nur zum vorletzten Platz reichte. Die Willinger mussten absteigen und die lokale Presse warf der Vereinsführung Größenwahn vor. Im Jahre 1995 gelang der Wiederaufstieg in die mittlerweile viertklassige Oberliga. Die Willinger wurden Dritter ihrer Landesligastaffel und gewannen die Relegationsrunde gegen die anderen Landesligadritten sowie den Oberligadrittletzten RSV Petersberg. Erneut folgte nach einer Saison der direkte Wiederabstieg. Mit dem 7:1-Sieg über Progres Frankfurt gelang dem SCW in der Saison 1995/96 der höchste Sieg seiner Oberligageschichte.
Es folgten zwei Vizemeisterschaften in der Landesliga Nord hinter dem FV Steinau bzw. dem SVA Bad Hersfeld. Die Willinger scheiterten jedoch in den Relegationsspielen am VfR Bürstadt (1997) bzw. dem SV Jügesheim (1998). Es folgten mehrere Jahre in der Landesliga, die seit 2008 Verbandsliga genannt wird. Im Jahre 2009 stiegen die Willinger in die Gruppenliga Kassel ab. Nach einer Vizemeisterschaft hinter dem Melsunger FV 08 scheiterte der SCW in der Relegation am VfL 1886 Kassel. Ein Jahr später stiegen die Willinger als Meister wieder in die Verbandsliga Nord auf, die bis 2024 die sportliche Heimat der Mannschaft war.

### Bekannte Sportler/Athleten
- Petra Behle
- Stephanie Müller
- Tobias Lindner
- Nadin Horchler
- Carolin Hennecke
- Anna Häfele (Skispringerin)
- Jenna Mohr (Skispringerin)
- Stephan Leyhe (Skispringer)